# Famille Wolkenstein
La famille Wolkenstein (Волькенштейн ou Волкенштейн en Russe parfois Волкенштейнъ) est une famille russe de juifs ashkénazes, originaire de Galicie. Implantée à Berdytchiv en Ukraine au début du XIXe siècle, elle a essaimé et prospéré dans l'Empire Russe notamment à partir de Taganrog et de Kichinev au milieu du XIXe siècle. Cette famille de l'intelligentsia juive de l'Âge d'argent a donné juristes, scientifiques, écrivains et artistes; leurs descendants vivent en Russie, en Europe, en Amérique du Nord et en Israël.
Les Wolkenstein ayant obtenu la noblesse héréditaire dans l'Empire russe par la Table des Rangs et l'Ordre de Saint Vladimir n'ont aucun lien avec la famille de nom identique issue de la noblesse autrichienne.

## Origines

### Juifs de Galicie
La famille Wolkenstein est une famille juive ashkénaze de Galicie. La tradition familiale rapporte leur origine à Stanislavow (Ivano-Frankivsk) mais des membres de la famille déclareront durant l'Occupation à l'Office des Affaires de l'Emigration Russe, organisme collaborant avec l'Allemagne, la naissance de leur ancêtre, Philip Wolkenstein, à Kaluga, village près de la ville de Zabno en Petite Pologne.
La Galicie est une région qui s’étend aujourd’hui de la Pologne méridionale (voïvodies de Podkarpackie et Petite-Pologne essentiellement) à l’Ukraine occidentale (provinces actuelles de Lviv, Ivano-Frankivsk et Ternopil). Sa capitale était la ville de Leopolis, autrement appelée Lemberg (en allemand) ou Lwów (nom polonais) : l’actuelle Lviv (nom ukrainien). La communauté juive de Galicie commence à se former au XIIIe siècle après le quatrième concile du Latran, lorsque de nombreux Juifs chassés d’Europe occidentale et d’Italie viennent s’installer dans le royaume de Pologne et particulièrement en Galicie, rattachée au royaume par Casimir III le Grand et peuplée d’un mélange de Polonais et d’Ukrainiens, auxquels s’ajoutent les artisans Allemands (mineurs, maçons, charpentiers, meuniers) et les Juifs, installés par les grands propriétaires nobles, dont ils étaient les gestionnaires. Les Juifs y développent une vie indépendante et florissante sur le plan culturel et religieux jusqu’au soulèvement de Khmielnitski de 1648-49. De nombreux pogroms secouèrent l'Ukraine pendant ces années. Liés à la noblesse polonaise, qui les utilisait pour gérer ses domaines et collecter les impôts, les affermeurs juifs furent en effet également visés par les révoltés. Le nombre de juifs tués durant cette période varie selon les sources de 50 à 100 000.
Au XIIIe siècle, la bourgade de Stanyslaviv (en ukrainien : Станиславів) fait partie de la principauté ukrainienne de Galicie-Volhynie. Au XIVe siècle, elle est intégrée à l'État Polono-Lituanien et s'appelle Stanisławów en polonais. Andrzej Potocki souhaite utiliser ce lieu stratégique pour contrer les invasions des Tatars de Crimée. En 1654, il favorise l'immigration en accordant un privilège qui garantissait aux nouveaux venus la liberté religieuse (Neminem ad exercitum liberum religionis admittendi). En 1662, il érige la ville en forteresse. Dans les années 1663-1664, afin de renforcer la position de la ville il invite les Arméniens et les Juifs de Moldavie et de Hongrie. On leur accorda des droits individuels, le droit de s'installer et des allègements fiscaux; les Juifs ont eu leur Conseil indépendant, et reçoivent des terrains pour construire des maisons. Néanmoins la croissance de la ville, et le redéveloppement de la communauté juive, ne furent possibles qu'après la stabilisation de la situation; Stanisławów est alors un important centre commercial.
Dans l'État Polono-Lituanien, Zabno appartenait à la voïvodie de Sandomierz, et faisait partie du comté de Wiślica. Dans la seconde moitié du XVIe siècle, Żabno était déjà un centre-ville assez prospère et probablement très actif en termes de commerce. L'invasion suédoise a porté un coup douloureux à toute la ville. Ce qui y survécu après 1655 fut complètement détruit et brûlé par les troupes cosaques des unités de Rakocze. Les Juifs obtinrent le droit de s'y installer en 1675, ainsi que dans les petites localités aux alentours comme Kaluga. Malheureusement, on ne connait pas leur origine. Il est possible qu'ils aient été amenés dans la ville par Rafał de Borzymia Makowiecki Jarand, son propriétaire, leur accordant un certain nombre de privilèges, notamment le permis de commercer pendant les foires et les marchés hebdomadaires et quotidiens dans la ville et les villages voisins, les droits de tenir des auberges, à faire du pain, à produire de la charcuterie, à construire des maisons et à acheter des biens immobiliers à des chrétiens. Les nouveaux arrivants étaient également exemptés de taxes pendant une période de sept ans. Ces conditions favorables ont permis un développement rapide de la population juive sur Żabno. En 1692, les anciens privilèges ont été confirmés et étendus avec l'autorisation de construire une synagogue et d'établir un cimetière.
En 1772, lors des partages de la Pologne, la Galicie échoit aux Habsbourg qui, eux aussi, mènent une politique moins répressive envers les Juifs qu’ailleurs en Europe, et organisent leur nouvelle province en « royaume de Galicie et de Lodomérie »; les deux villes de Galicie, Stanislawow et Zabno passent donc dans l'Empire austro-hongrois. La ville de Stanislavow prend le nom de Stanislau. Les Juifs de Galicie sont dénommés Galitzianer yide en yiddish

### Patronimysation en Galicie

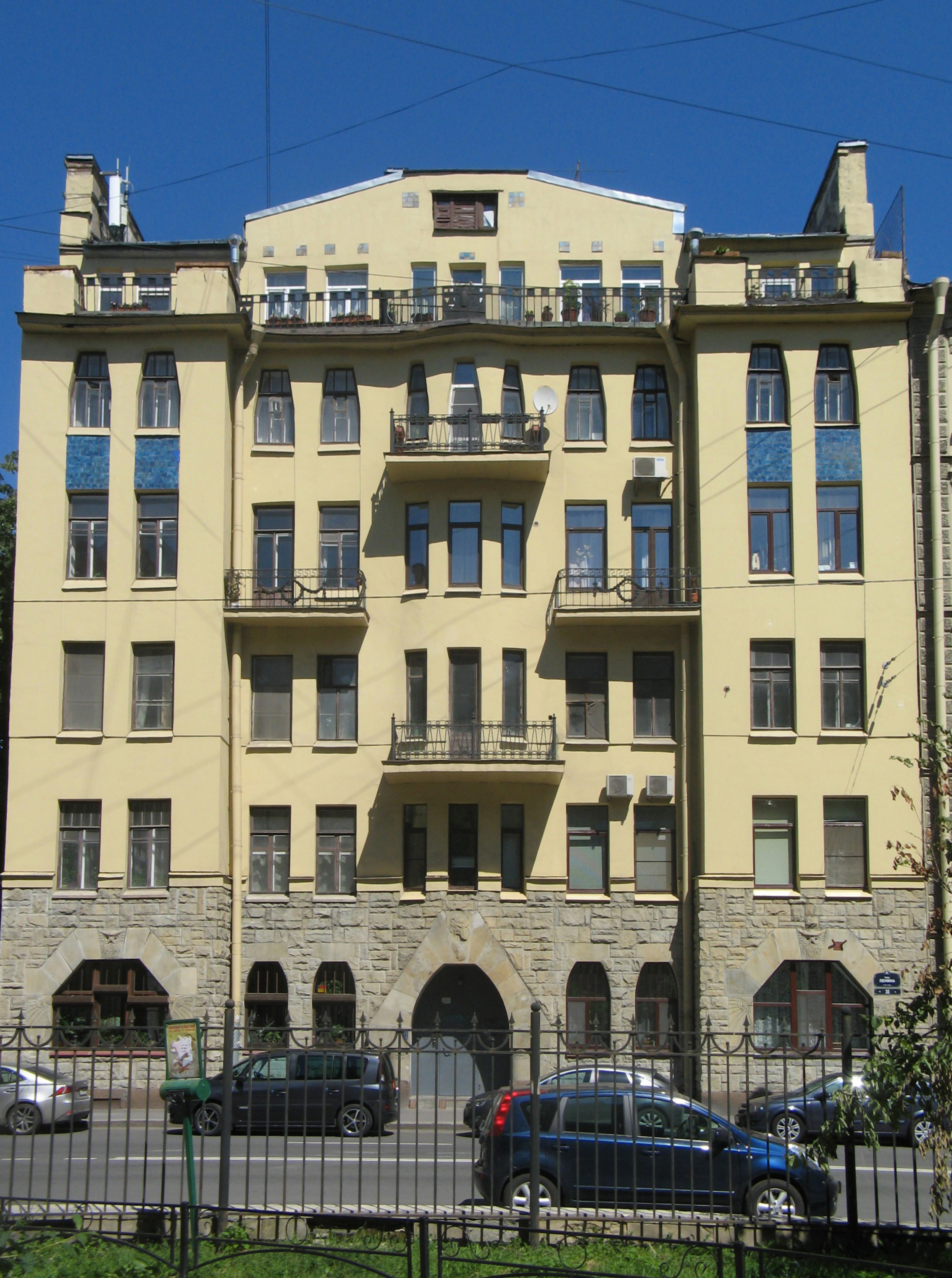
Maison de revenus Klara Ossipovna Wolkenstein : 22, rue Polozova (actuellement 33, rue Lénine, quartier Petrogradskiy, Saint-Pétersbourg

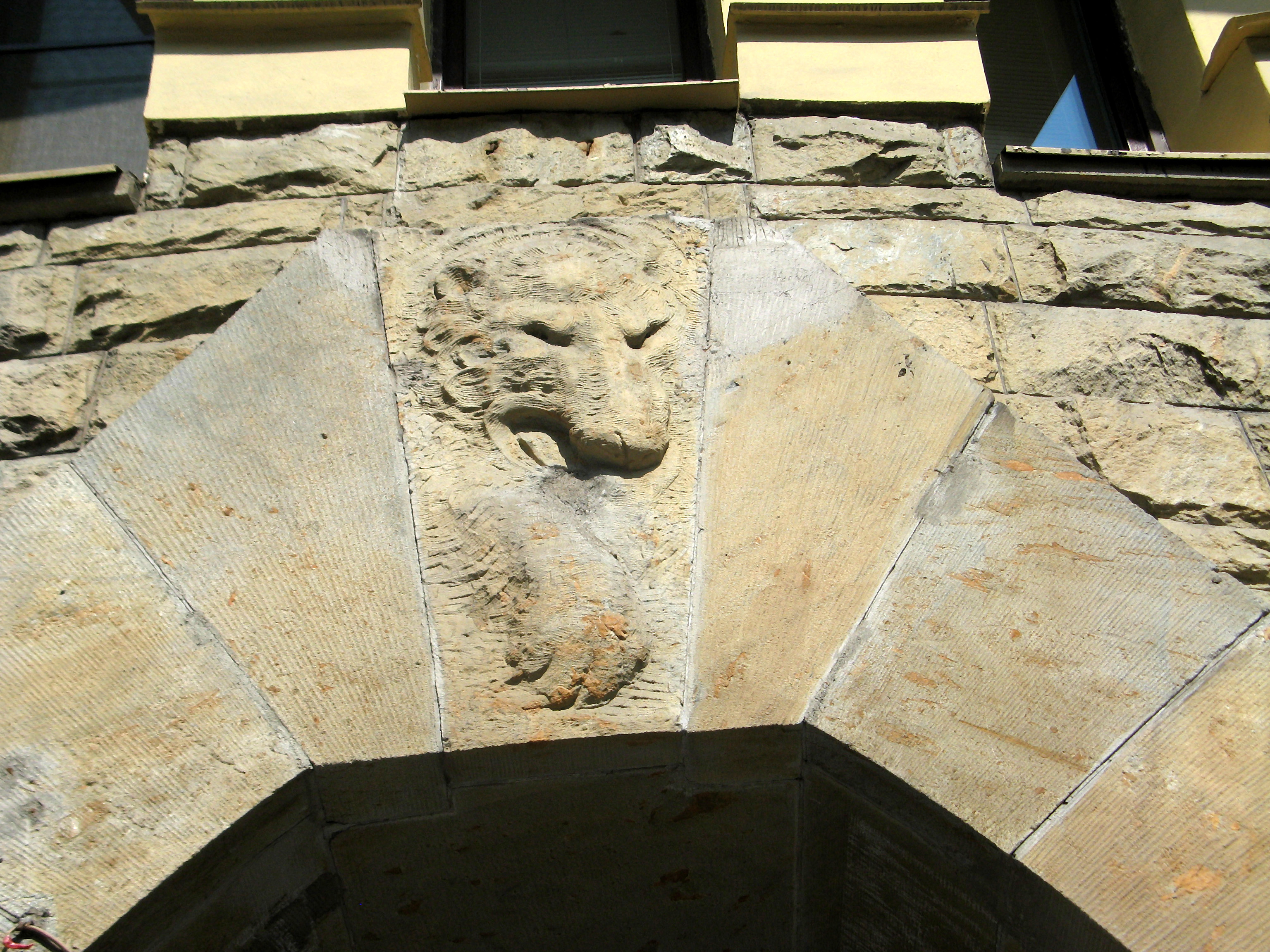
Emblème de la pierre en forme de Loup (Volk) (Wolkenstein en allemand) figurant sur le fronton de la Maison Wolkenstein à Saint Pétersbourg.

La plupart des Wolkenstein juifs sont originaires de Galicie même s'ils ne sont pas de la même famille; on trouve des Wolkenstein à Rzeszów, Jarosław, Stanisławów, Kołomyja, et Horodenka,. La patronymisation de la population juive dans l'Empire des Habsbourg prend place à la fin du XVIIIe siècle ; ainsi le nom de Hersch Wolkenstein est cité dans la liste des contribuables (1789-1791) de Horodenka (Ivano-Frankivsk). Cette patronymisation se poursuit dans l'Empire russe au début du XIXe siècle. Dans cette région de l'Empire Habsbourg, c'est en 1787 que les Juifs doivent prendre un nom sous la pression des fonctionnaires de Vienne. Le patronyme de Wolkenstein est probablement un patronyme artificiel imposé issu d'une liste signifiant Pierre des Nuages en allemand. Parfois ce patronyme était donné à des juifs prénommés Wolf et on trouve à Letytchiv, lieu d'établissement de la famille après le second partage de la Pologne, un Wolf affermeur dans ces années-là; par ailleurs le prénom Falk aurait pu également conduire à ce choix par l'administration. Les Wolkenstein joueront ensuite avec le mot Volk qui signifie loup en russe mais qui est également le nom de la rivière Volk bordant Letytchiv, probable coïncidence. L'emblème du loup en pierre figurera sur la Maison Wolkenstein à Saint-Pétersbourg signant leur origine d'après la tradition familiale.

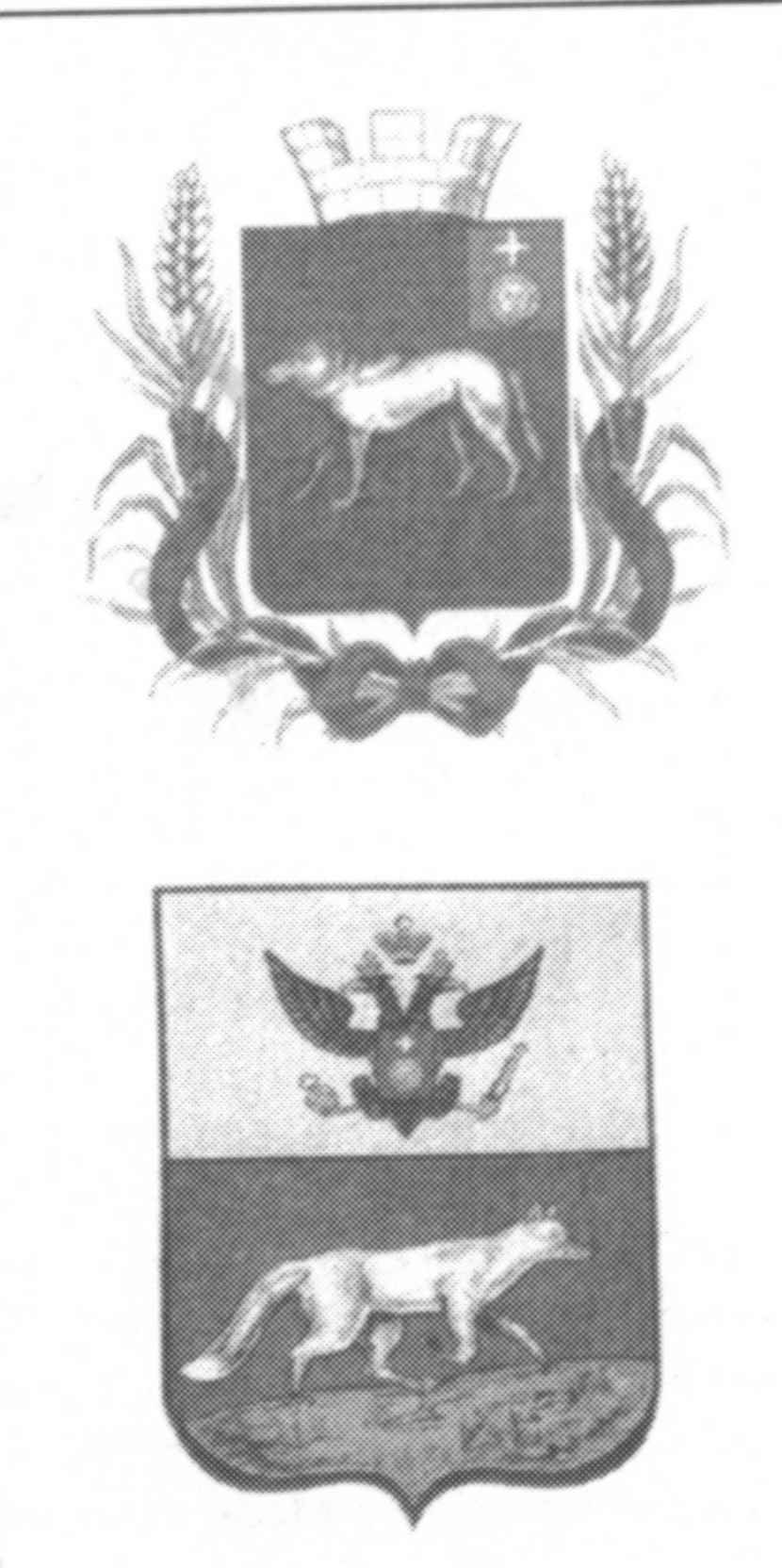
Armes de Letitchev représentant un loup, symbole de la rivière Volk qui traverse le village. Les Wolkenstein joueront avec le mot Volk qui signifie "loup" en russe.

### Migration dans l'Empire Russe

#### Vers l'Est
Après le Premier partage de la Pologne en 1772, à Stanislavow rattaché à l'Autriche la situation des Juifs se dégrade sous l'administration du gouverneur, le baron Levenwald ; le gouverneur pensait que la fermeture des tavernes juives serait bénéfique en obligeant les Juifs à exercer des professions utiles. La fondation infructueuse d'une ferme agricole juive appelée "Nouvelle Babylone" près de Bolechów précipita le mouvement. En 1791, les autorités autrichiennes interdisent aux Juifs de s'installer dans les villages ou d'ouvrir des auberges et des tavernes vendant des boissons alcoolisées. La communauté juive de Stanisławów envoya une délégation au gouvernement, composée de Jakub Landau et de Meir Schener, avec une demande d'annulation de l'interdiction. Le gouvernement refusa, provoquant une grande vague d'émigration juive de Stanisławów vers l'Est.
Pour Żabno, l'adhésion au royaume de Galice et de Lodomie fut également liée à la nomination d'un commissaire spécial, Michał Łętowski. L'émigration fut également importante du fait de la situation économique difficile, les émeutes et les guerres, et accentuée par le grand incendie qui détruit la quasi-totalité de la ville en 1799.

##### Podolie et Volhynie
La famille Wolkenstein migre vers la Podolie et la Volhynie. En effet, lors du Deuxième partage de la Pologne en 1792, la Podolie et la Volhynie furent rattachée à l'Empire Russe. La Pologne disparaît comme État après le Troisième partage en 1795 mais l'aristocratie polonaise continue à maintenir un contrôle local. C'est dans ces deux régions que l'on retrouve Itsko, Falk et Hersch Wolkenstein, trois frères, et leurs descendants.

##### Letychiv, affermeurs pour lesCzartoryski
La présence des fils d'Itsko est authentifiée dans un foyer de Letytchiv en 1816; ce sont trois frères, Govshiya Falik (prénom germanique Falk ou Falik, prénom hébraïque Govshiya (Hoshea, nom qu'eut d'abord Josué)) né en 1783, Peysakh né en 1786, et David Gdal né en 1789; ces noms sont retrouvés avec mention de leur présence en 1816 et 1829 dans le recensement pour conscription des juifs ukrainiens de l'Ouïezd de Letytchiv(Snitkov, Derazhnia, Medjybij, Zinkiv, Mikhalpol (uk), Vovkovyntsi, Butsnevtsy (ru)) dans l'Oblast de Khmelnitski; la conscription commence à l'âge de 12 ans à cette époque dans l'Empire Russe. Sur les rives du Boug méridional les grandes familles princières ruthènes constituaient une petite minorité de magnats détenant des grandes propriétés terriennes (latifundia ou arenda) comme les Czartoryski qui possède Letytchiv et pour lesquels Falk est affermeur (arendasz). À la suite de l’insurrection polonais de novembre 1830, Adam Jerzy Czartoryski s’exilera en France. En 1831, la plupart des Wolkenstein de Letytchiv seront mentionnés comme morts dans les listes de révision; cette mortalité massive dans ce foyer est rapporté à la grande épidemie de choléra qui sévit à cette époque dans l'Empire russe.

##### Jytomir, tenancier de taverne et collecteur de taxe sur l'alcool pour les Wyszomirski

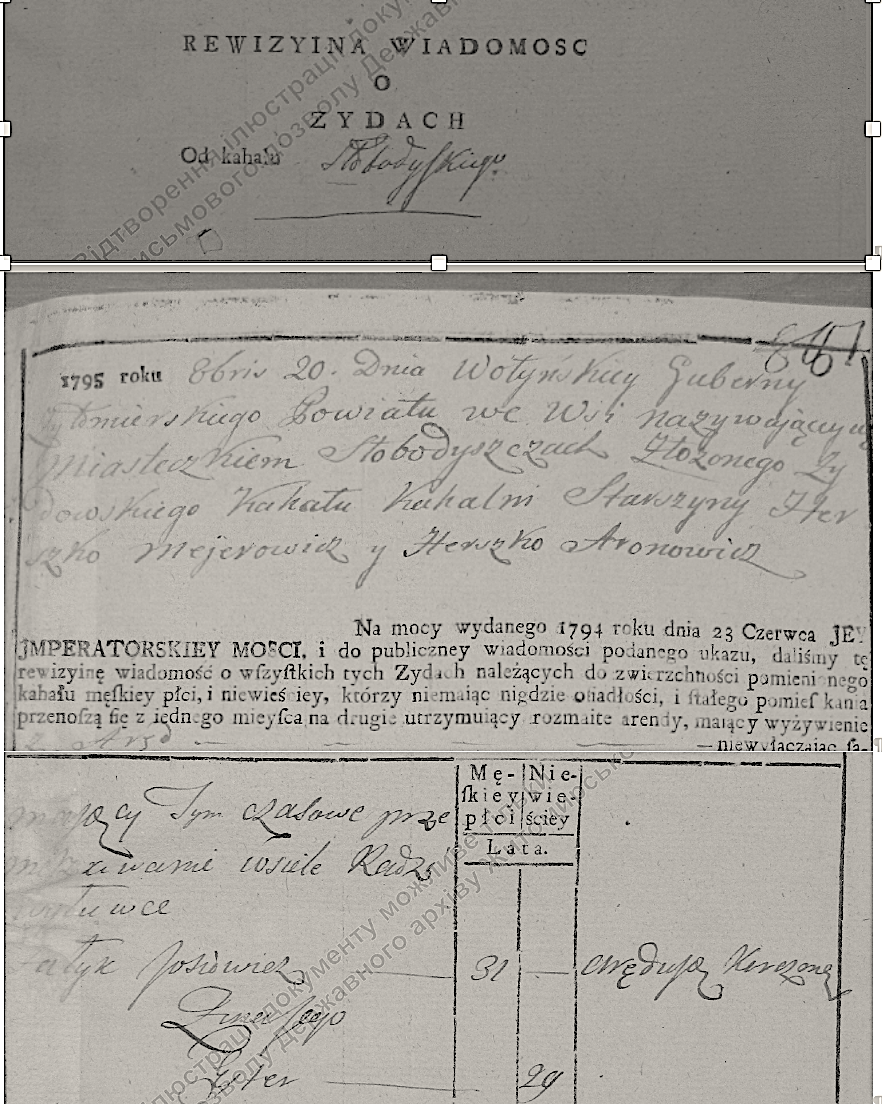
Extrait de la liste de révision des Juifs de Slobodyszcze mentionnant, en polonais, Falik Iosiovitch comme tenancier de taverne

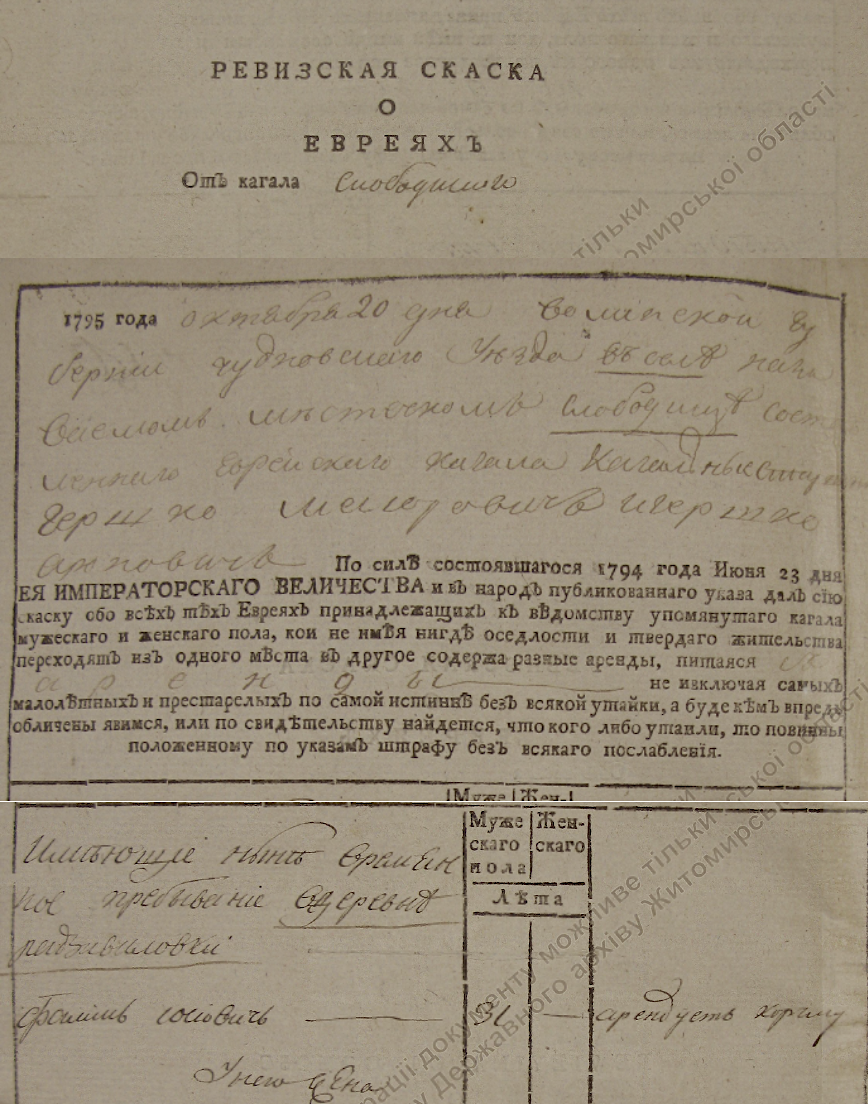
Extrait de la liste de révision des Juifs de Slobodyszcze mentionnant, en russe, Falik Iosiovitch comme tenancier de taverne

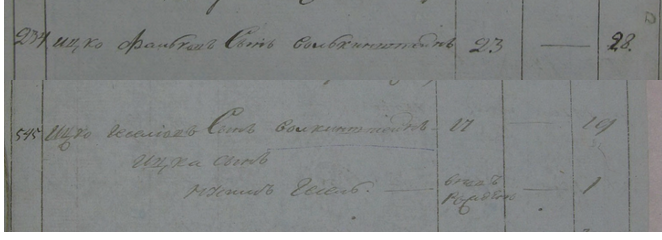
Extrait de la liste de révision de Jytomir de 1811 faisant figurer Itsko, fils de Falik Wolkenstein et Itsko, fils de Hersch (Gesel) Wolkenstein

Falik (Falk) Iossiovitch, le frère d'Itsko est retrouvé en 1795 dans la liste de révision de Slobodyszcze,,, petit village près de Berdytchiv, tenancier de taverne et collecteur de taxe agricole sur l'alcool pour les Wyszomirski; cette liste qui suit le partage de la Pologne est rédigée en russe et en polonais.  Falk Wolkenstein eut au moins quatre fils, Itsko Wolkenstein né en 1783 qui figure sur une liste de révision de 1811 de l'oblast de Jytomir, ses deux frère Khaïm et Ios qui figurent sur une liste de 1834 qui attestent leur présence à  Berdytchiv en 1828 et Shlioma qui figure sur une liste de 1847. Le fils, Itsko, de Hersch (Gesel) Wolkenstein est également à Jytomir. Le déclin de l'aristocatie polonaise concentrera les activités de la famille à Berdytchiv.

#### Berdytchiv: foyers et dispersion

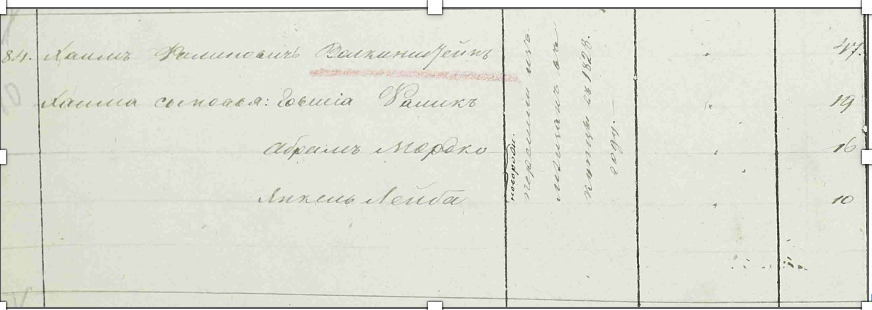
Extrait de la liste de révision de Berdytchiv de 1834 mentionnant les Wolkenstein, Khaïm le père passant de rang de petit bourgeois à celui de marchand en 1828 et ses trois fils, Govshiya Falik, Abraham Mordko et Yankel Leib

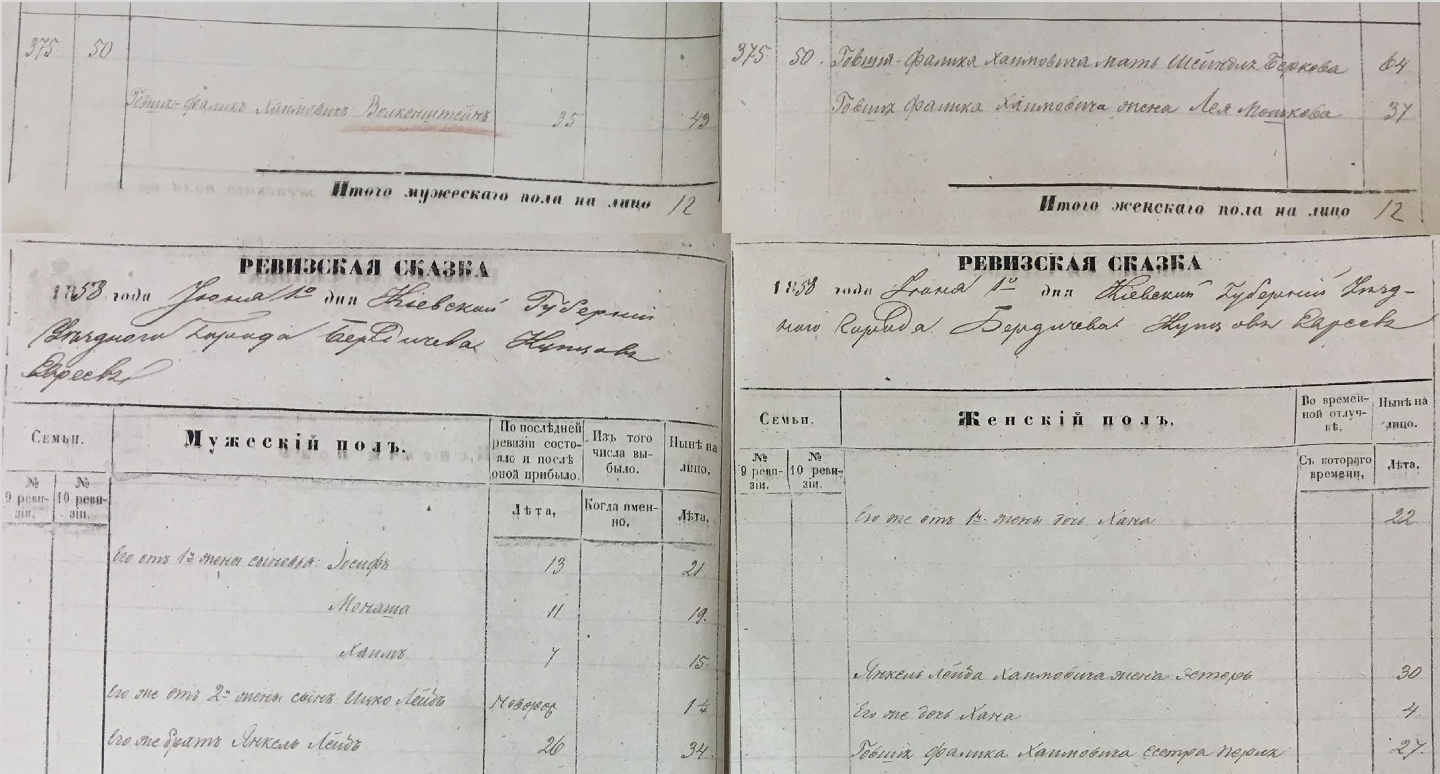
Extrait de la liste de révision de Berdytchiv de 1858 mentionnant le foyer de Govshiya Falik Wolkenstein, sa femme et ses enfants

En 1828, le fils de Falk, Khaïm, passe de rang de petit bourgeois à celui de marchand  à Berdytchiv dans l'Oblast de Jytomyr. On retrouve mention de cette installation dans la liste des contribuables de 1834; il est nommé comme chef de famille avec trois enfants, Govshiya Falik (le prénom de son grand-père mais aussi de son cousin germain, le fils d'Itsko de Letytchiv), Abraham Mordko et Yankel Leib. On retrouve dans le recensement des contribuables en 1858 cinq foyers Wolkenstein de la même famille, celui de Govshiya Falik, celui d'Abigdor, d'Isaak, de Moisej-Yakov, et de Mendel.
À Berdytchiv les Wolkenstein sont connus comme des Maskilim, des adeptes du mouvement des Lumières juives, la Haskalah. En effet, un certain nombre de juifs établis dans l'Empire Russe, étaient attirés par la haskalah de Berlin, et encourageaient sa propagation dans leurs localités respectives. Hirsch Rabinovich et Abigdor Wolkenstein de Berdytchiv ont exercé une influence dans leur milieu; ils n'avaient ni plan ni programme, ni rien pour les guider, si ce n'est l'exemple de Moses Mendelssohn; ils se contentaient de ridiculiser les Ḥassidim, qui les dénonçaient à leur tour comme "apiḳorsim", ou hérétiques. Néanmoins, au milieu des années 1840, les maskilim parrainèrent une bibliothèque publique et ouvrirent une école privée dans laquelle les disciplines juives et générales étaient enseignées. Certains enfants Wolkenstein y furent élevés dominant ainsi le Russe. Ce fut le cas des deux aînés de Govshiya Falik, Ossip et Akim. Dans le même esprit de réforme Issak Wolkenstein introduira à Saint Pétersbourg le rituel choral considéré comme réformé.
Govshiya Falik Wolkenstein fils de Khaïm naît donc en 1815. Sa branche donnera les Wolkenstein de Taganrog, de Rostov sur le Don et de Kichinev. À noter que le prénom Falk est répété dans la famille Wolkenstein; il s'agit d'une tradition assez commune chez les Ashkénazes. La répétition du prénom Falk ou Valk est potentiellement liée à l'acronyme hébreu du commandement 'Veahavta Lereakha Kamokha' 'Aime ton prochain comme toi-même' . Falk l'ainé est le grand-père de Govshiya Falik, fils de Khaïm, l'oncle de Goshviya Falik, fils de de Itsko; les générations suivantes confrondront leurs différents ascendants.
Govshiya Falik, fils de Khaïm, est marchand de la troisième Guilde et travaille dans une usine de sucre. On sait peu de chose de sa première femme Eita, fille de Berko. Sa deuxième femme est Leya Bluvshtein de Malyn. Le décès de Govshiya sera déclaré à Lviv en 1862 (date de mort en 1861). Son frère Yankel Leib travaille pour l'administration russe comme fournisseur des armées; la descendance de Yankel Leib n’est pas identifiée.
Après l'insurrection polonaise de 1863 qui s'accompagne d'un déclin économique, la plupart des Wolkenstein quitteront Berditchyv. Les descendants d'Isaac Wolkenstein s'installeront à Kharkiv où ils développeront des grands magasins et le commerce des machines-outils ; ils accueilleront la veuve de Govshiya Falik, Leya Bluvshtein apparentée par alliance par son frère. Le petit-fils de Mendel Wolkenstein, Benjamin, émigrera aux États-Unis à Philadelphie sous le nom de Walkenstein.
Govshiya Falik Wolkenstein eût cinq fils, Ossip Philippovitch (Iossif Govshiyovitch ou Falkovitch), Akim Philippovitch (Khaïm Govshiyovitch ou Falkovitch), Emmanuel Philippovitch (Menashem (Monasha) Govshiyovitch ou Falkovitch), et leurs deux demi-frères Lev Philippovitch (Isaak-Leib Govshiyovitch ou Falkovitch) et Mikhaïl Philippovitch (Moïsseï Govshiyovitch ou Falkovitch) Wolkenstein. Le patronyme utilisé par ses enfants changera au gré de l'histoire, Falkovitch à Berdytchiv, puis Govshiyovitch en 1863 dans l'Oblast du Don puis russification en Philippovitch. Après son décès sa veuve Leya Bluvshtein rejoindra Kharkiv, la famille Bluvshtein étant allié à plusieurs Wolkenstein. C’est Ossip Philippovitch qui prendra en charge ses deux demi-frères, orphelins de père. Ossip, Lev et Mikhaïl s'installeront à Rostov sur le Don et Taganarog, Akim à Kichinev. Les frères Wolkenstein eurent de nombreux descendants, avocats, artistes, et scientifiques en Russie et en France.

## Implantation en Nouvelle Russie et Bessarabie: prospérité

### Contexte économique de la région deTaganroget deRostov-sur-le-Don
Taganrog et Rostov-sur-le-Don font partie de la Zone de Résidence où la présence des Juifs est autorisée. Les marchands et les entrepreneurs juifs affluent du Nord-Ouest de l'Empire et jouent un rôle majeur dans le développement du commerce, de l'industrie, de la banque et du transport. Les frères Polyakov en construisant trois lignes de chemin de fer (1867-1871) font de Rostov un nœud du transport. Par ailleurs le commerce des céréales en mer Noire et en mer d’Azov était entre les mains des Grecs;  Rostov-sur-le-Don en était le centre pour toute la Russie et était avec Taganrog sous le contrôle des compagnies grecques.

### Contexte économique de la région deKichinev
Depuis les années 1860, le gouverneur de la Bessarabie et du district d'Odessa encourageait le commerce avec l'Autriche et la Roumanie. Les marchands juifs reçurent des permis de résidence à Kichinev pour affaires ou pour ouvrir des usines. Parfois, ces permis furent prolongés en raison des exigences commerciales. Malgré les décrets de restriction, la situation économique des Juifs de Kichinev était moins difficile qu'au début du XIXe siècle. Kichinev était le centre de collecte des produits agricoles de toute la Bessarabie et faisait du commerce avec Odessa et les pays étrangers. Kichinev leur fournissait du blé, du vin, du tabac, des fruits, des peaux, de la laine, etc. Le commerce extérieur était presque entièrement mené par les Juifs. Les Juifs affluaient d'Ukraine.

### Ossip Philippovitch (Iossif Govshiyovitch ou Falkovitch) Wolkenstein, l'entrepreneur

#### Biographie
Ossip Philippovitch (Iossif Govshiyovitch ou Falkovitch parfois mentionné comme Iossif Iossifovitch) Wolkenstein est probablement né en 1837 à Berditchyv. Il est le frère aîné. Il est marchand de la 2e, puis de la 1re Guilde. Il s’installe à Taganrog puis à Rostov-sur-le-Don en 1863 dont il deviendra Citoyen d'Honneur héréditaire. Il aidera à l’éducation de ses deux demi-frères, Lev Philippovitch (Isaak-Leib Govshiyovitch ou Falkovitch) et Mikhaïl Philippovitch (Moïceï Govshiyovitch ou Falkovitch) Wolkenstein dont il paiera les études au Gymnasium Classique de Taganrog.
Il préside la communauté juive de Rostov-sur-le-Don durant plusieurs décennies, c'est un Juif pratiquant. C'est une figure active de la vie sociale, économique et politique de Rostov-sur-le-Don dont il est membre de la Douma durant un long mandat (1865-1893). II prospère dans le commerce céréalier, possède une société de transport fluvial concurrente des compagnies grecques, entre Rostov et Odessa, et fonde une banque locale. Il est également membre de l'Assemblée Provinciale du district de Rostov-sur-le-Don (1884-1887).
Il collectionne activités et fonction : courtier maritime de la Bourse de Rostov-sur-le-Don (1868-1886), membre-trésorier du Conseil d'administration du Gymnasium des jeunes filles de Rostov-sur-Don, Catherine, membre de la commission de collecte des dons pour la construction d'un monument à l'empereur Alexandre II à l'entrée de la cathédrale, créé par la Douma de la ville de Rostov en 1881, représentant de Rostov-sur-le-Don au sein de la Commission agréée impérialement pour l'étude de l'activité ferroviaire en Russie, qui était engagée dans le développement des tarifs internationaux et nationaux, agent de la deuxième compagnie d'assurance russe (1881), membre du bureau permanent de la branche de Rostov-sur-le-Don de la Société pour la promotion de l'industrie et du commerce russe (1883), agent du bureau des transports de la Lloyd russe (1889), vice-consul du Danemark 1889), membre de la Bourse de Rostov-sur-le-Don (1894-1895), gérant de la Banque Commerciale de Rostov-sur-le-Don (1898), donateur pour l'hôpital juif de Rostov-sur-le-Don, administrateur de l'hospice juif baptisé Iossif Markovitch Elitzer construit en 1893 grâce au legs de ses enfants, les marchands Matthieu et Isaac Elitzer. Il possédait deux maisons à Rostov, 15, Sredny Prospekt et 169, rue Nikolskaïa.
Outre son titre de Citoyen d'Honneur, il fut distinguer de l'Ordre de Saint-Stanislas du Troisième Degré en 1883 à la demande du Ministère de l'Enseignement Public, médaille d'or et écharpe.
Il meurt en 1905.

#### Alphabet des Juifs
Il fut le promoteur de l'Alphabet des Juifs de Rostov-sur-le-Don. Dans le département d'histoire locale de la Bibliothèque publique régionale de Rostov, il y a trois tomes de l'Alphabet des Juifs de Rostov-sur-le-Don et Nakhitchevan, correspondant au recensement de 1897. Il fut donné par Ossip Philippobvitch Wolkenstein en 1898 à la bibliothèque de la synagogue principale de Rostov-sur-le-Don, avec son cachet de dédicace et sa dédicace à son fils de vingt ans, Alexandre. Les « alphabets » des juifs, c'est-à-dire les noms de tous les membres des communautés juives de Rostov, Nakhichevan, Taganrog, ont commencé à être rédigés après la décision de transférer le district de Rostov et l'administration de la ville de Taganrog dans la Oblast de l'armée du Don (1887). La loi de 1880 « Sur l'interdiction aux Juifs de résider et de posséder des biens immobiliers dans l'Oblast des Cosaques du Don » visait à empêcher un afflux supplémentaire de Juifs dans l'Oblast. Les Juifs qui vivaient à Rostov et Taganrog avant l'annexion ont reçu la permission de rester dans leur ancien lieu de résidence. Les « alphabets » ont été révisés chaque année jusqu'en 1910.

#### Famille
Il épouse Rosa Solomonovna et aura plusieurs enfants, Philippe, agent d'assurance, Alexandre, Klara, Emilia, Elisabeth (1876-1965). Klara Ossipovna Wolkenstein épousera en 1893 à Vilnus le demi-frère de son père, Mikhaïl Philippovitch Wolkenstein.
Elisabeth épousera en 1899 l'artiste Msitslav Valerianovitch Doboujinski.

### Akim Philippovitch (Khaïm Govshiyovitch ou Falkovitch) Wolkenstein, le médecin militaire à la Noblesse Héréditaire

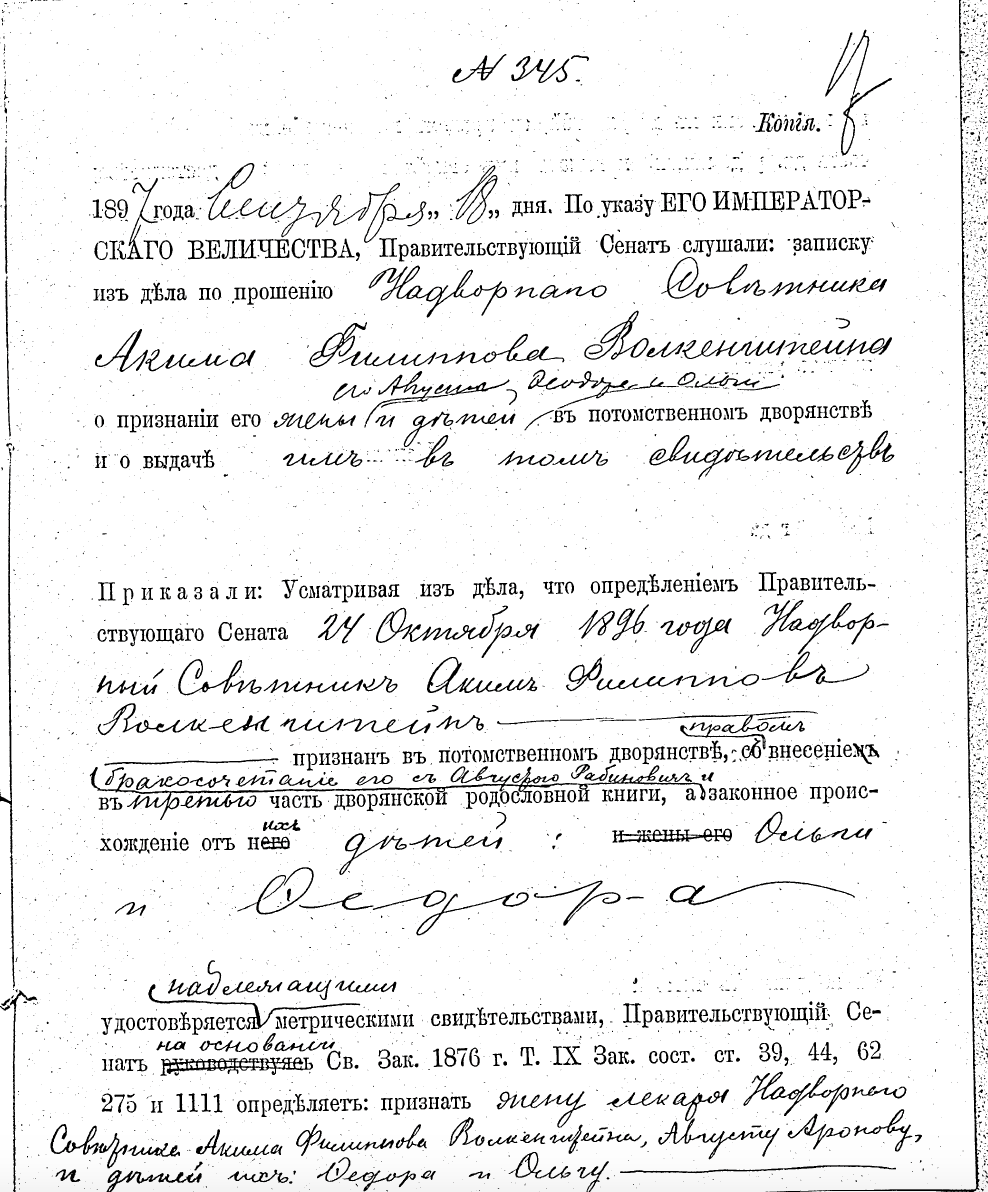
Extrait du certificat de noblesse héréditaire d'Akim Wolkenstein et de son fils Fédor.

Akim Philippovitch (Khaïm Govshiyovitch ou Falkovitch) Wolkenstein (1843-?) obtient son diplôme de médecin en 1869 à l'Université Saint Vladimir à Kiev. Il entre dans l'armée en 1875. Héros de la guerre russo-turque, il est décoré de l'Ordre de Saint-Vladimir du 4e degré avec glaives, notamment pour sa contribution au contrôle de l'épidémie de typhoïde dans les troupes russes; il acquiert donc de plein droit la noblesse héréditaire par inscription dans les listes de l'Ordre. En 1879, il est détaché au lazaret de Kichinev. Son fils Fédor Akimovitch Wolkenstein est inscrit par décision du Sénat en 1897 dans la Troisième partie du Registre généalogique de la Noblesse avec son père confirmant ainsi l'hérédité de l'anoblissement. Il pratiquera la médecin libérale à Kichinev probablement de 1890 à 1916.

### Emmanuel Philippovitch (Menashem Govshiyovitch ou Falkovitch) Wolkenstein, un simple marchand
Emmanuel Philippovitch (Menasha Govshiyovitch ou Falkovitch)  Wolkenstein (1839-?) aurait vécu grâce aux subsides de son frère aîné Ossip. On en trouve une trace comme marchand à Kichinev en 1870.

### Lev Philippovitch (Isaak-Leib Govshiyovitch ou Falkovitch) Wolkenstein, juriste ami de Tchekhov

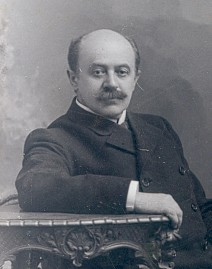
Lev Philippovitch Wolkenstein à Rostov sur le Don

Lev Philippovitch (Isaak-Leib Govshiyovitch ou Falkovitch) Wolkenstein (1858-1935) et Mikhaïl Philippovitch (Moïceï Govshiyovitch ou Falkovitch) Wolkenstein (1861-1934) sont les demi-frères d'Ossip et d'Akim. Ils feront leurs études grâce au soutien de leur frère aîné Ossip suivant le souhait de leur père Fishel qui vit à Karkhiv. Ils iront au gymnasium de Taganrog où ils rencontreront Anton Tchekhov avec lequel ils entretiendront un lien amical durable. Ils deviennent tous les deux avocats malgré les restrictions imposées aux Juifs, Lev Philippovitch à Rostov. Lev Philippovitch Wolkenstein était très lié à la famille Diamantidi, une riche famille de Grecs pontiques de Taganrod animant une société de transports. Olga Nicolaievna Diamantidi épousera son fils George Lvovitch Wolkenstein en 1915; ce mariage conduira à la conversion de George à l'orthodoxie. Olga mourra du typhus durant la Révolution bolchévique. Wladimir Nicolaievitch Diamantidi, le frère d'Olga, épousera Eugénie Lvovna Wolkenstein, l'une des filles de Lev. À titre anecdotique, la sœur de Wladimir et Olga Diamantidi, Aglaé épousera le comte Nicolas Semionovitch Wolkenstein.
Lev Philippovitch émigrera en France après la révolution et mourra à Courbevoie. Ses descendants ont vécu ou vivent en France. 
- George Lvovitch Wolkenstein (1889-1963), avocat mort à Paris,
- Alexis Georgevitch Wolkenstein, (1932-2002), banquier, né et mort à Paris, père de Pierre Wolkenstein, professeur de médecine.

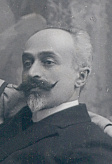
Mikhaïl Philippovitch Wolkenstein

- Pierre Wolkenstein, professeur de médecine (1963-)

### Mikhaïl Philipovitch (Moïceï Govshiyovitch ou Falkovitch) Wolkenstein, avocat protecteur de Lénine
Mikhaïl Philippovitch (Moïceï Govshiyovitch ou Falkovitch) Wolkenstein (1861-1934) fera une carrière d'avocat à Saint Pétersbourg. Il aura comme avocat stagiaire Vladimir Illitch Oulianov dit Lénine qu'il protégera. Malgré ce lien, c'est un bourgeois libéral anti-bolchévique, il émigrera après la Révolution de 1917 à Tallin en Estonie et s'y suicidera. Ses descendants comptent parmi les membres connus de la famille Wolkenstein et vivent pour la plupart en Russie.

## Filiation

### Fondateurs de Galicie

#### Première génération
Falk Wolkenstein

#### Deuxième génération
Khaïm Falkovitch Wolkenstein

#### Troisième génération
Govshiya Falik Khaïmovitch Wolkenstein

#### Quatrième génération
Ossip Philippovitch (Iossif Govshiyovitch ou Falkovitch) Wolkenstein
Akim Philippovitch (Khaïm Govshiyovitch ou Falkovitch) Wolkenstein
Emmanuel Philippovitch (Menashem (Monasha) Govshiyovitch ou Falkovitch) Wolkenstein,
Lev Philippovitch (Isaak-Leib Govshiyovitch ou Falkovitch)
Mikhaïl Philippovitch (Moïsseï Govshiyovitch ou Falkovitch) Wolkenstein

### Descendants d'Ossip Philippovitch Wolkenstein

#### Cinquième génération
- Olga Iossifovna Wolkenstein, économiste, auteur d'ouvrages sur la comptabilité.
- Elisabetha Ossipovna Wolkenstein (1876—1965) était mariée avec Msitslav Doboujinski.

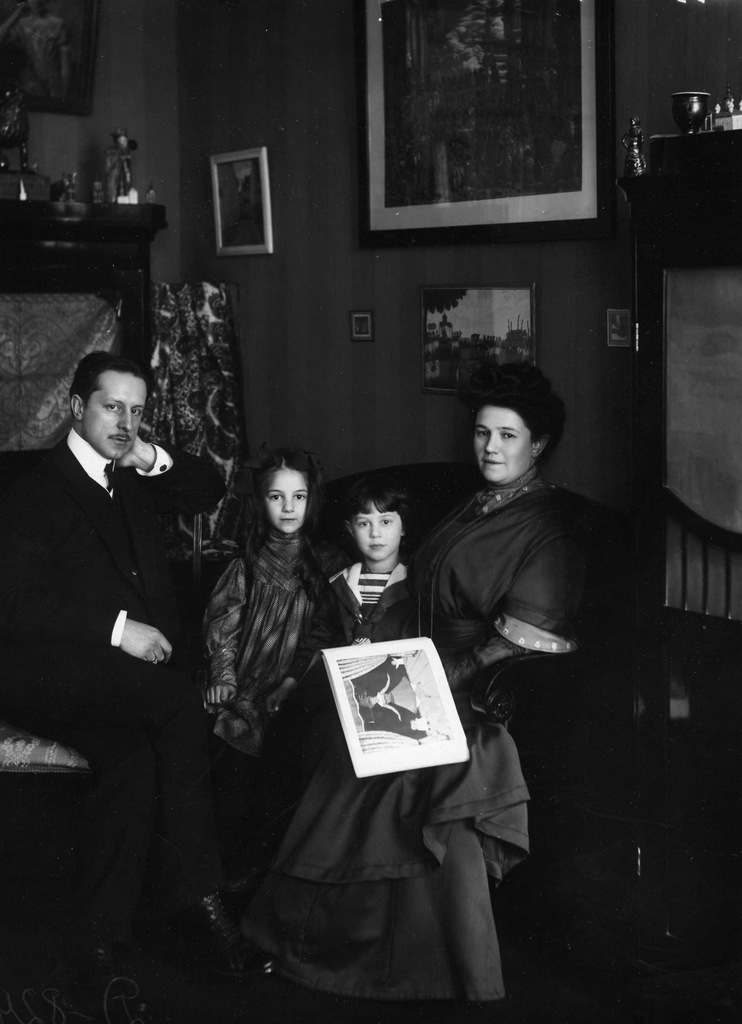
Elisabetha Doboujinski avec son Mari Msitslav

#### Sixième génération
- Rotislav Doboujinski] (1903-200) le fils d’Elisabetha Ossipovna Wolkenstein et Msitslav Doboujinski est un décorateur de théâtre célèbre[24].

### Descendants d'Akim Philippovitch Wolkenstein

#### Quatrième génération
- Fédor Akimovitch Wolkenstein (1874-1937), juriste, avocat et chroniqueur.
- Olga Akimovna Wolkenstein (1871-1942), chroniqueuse et journaliste.

#### Cinquième génération
- Fédor Fédorovitch Wolkenstein (1908-1985), physicochimiste soviétique.

### Descendants de Lev Philippovitch Wolkenstein

#### Quatrième génération
- George Lvovitch Wolkenstein (1889-1963), avocat mort à Paris
- Eugenia Lvovna Wolkenstein (1896-1950). Elle se mariera successivement avec Youra Asmolov, Elie Wissotsky, et Wladimir Diamantidi.
- Alicia Lvovna Wolkenstein, épouse Sharf.
- Olga Lvovna Wolkenstein, épouse Chapiro (1889-1950).

#### Cinquième génération
- Marina Sharf, la fille d'Alicia Sharf, née Wolkenstein, sera connue sous le nom de Mother Thekla. (en) Son frère Andrew Sharf fût professeur d'histoire byzantine à l'Université Bar-Ilan.
- Alexis Georgevitch Wolkenstein, (1932-2002), banquier, né et mort à Paris, père de Pierre Wolkenstein.

#### Sixième génération
- Serge Lourie (en), le petit fils d'Eugenia Wolkenstein, le fils d'Anna Wissotsky est un homme politique de Grande-Bretagne.
- Pierre Wolkenstein, professeur de médecine (1963), il fut marié à l'écrivaine Julie Wolkenstein avec laquelle il eut quatre enfants.

### Descendants de Mikhaïl Philippovitch Wolkenstein

#### Quatrième génération
- Vladimir Mikhaïlovitch Wolkenstein (1883-1974), poète russe, dramaturge, critique de théâtre et scénariste, marié à Maria Mikhaïlovna Wolkenstein (1883-1961), pianiste et pédagogue musicienne.
- Alexeï Mikhaïlovitch Wolkenstein (1886-1943), juriste, il meurt au goulag en 1943.

#### Cinquième génération
- Mikhaïl Vladimirovitch Wolkenstein (1912-1992), physicien et biophysicien soviétique.
- Natalia Alekseïvna Wolkenstein (1914-1999) épousera Anatole Shutov (1910-1975)

#### Sixième génération
- Vladimir Mikhaïlovitch Alenikov (1948-) (initialement Wolkenstein), régisseur, scénariste et producteur.
- Maria Mikhaïlovna Wolkenstein (1952-), sociologue.
- Fédor Anatolovitch Shutov est professeur de chimie.

#### Septième génération
- Philip Volken (1975-), fils de Vladimir Alenikov et de Inna Mikhailichenko, régisseur et scénariste. Il a joué dans quelques films de son père.
- Anastasia Alen (1988-), fille de Vladimir Alenikov et de l'actrice Tamara Alenikov, née Tamara Karpovich, pseudonyme artistique Tamara Tana, juriste. Elle a également joué dans quelques films de son père.
- Mikhaïl Vladimirovitch Fishman (ru), fils de Maria Mikhaïlovna Wolkenstein, journaliste sur la chaîne russe "Dojd".